# محوطه تنگ مهرک
محوطه تنگ مهرک در شهرستان فیروزآباد، جاده فیروزآباد به قیروکارزین واقع شده و این اثر در تاریخ ۱۲ بهمن ۱۳۸۱ با شمارهٔ ثبت ۷۱۹۵ به‌عنوان یکی از آثار ملی ایران به ثبت رسیده است.